# Genesys
Genesys é uma empresa de tecnologia para contact center e gestão da experiência do cliente para empresas de médio e grande porte. Os softwares vendidos pela Genesys podem ser baseados em computação na nuvem (cloud) ou infraestrutura local (on-premises). A Genesys tem sua sede em Daly City, Califórnia, e possui escritórios no Canadá, América Latina, Europa, Oriente Médio, África e Ásia. A empresa foi fundada em 1990, e foi adquirida pelos fundos Permira Funds e Technology Crossing Ventures em fevereiro de 2012. Paul Segre é o CEO da companhia desde 2007. Até 2014, a empresa teve um faturamento anual de 740 milhões de dólares.

## História
A Genesys foi fundada por Gregory Shenkman e Alec Miloslavsky em outubro de 1990. A empresa primeiramente arrecadou um financiamento de US$ 150.000 de empréstimos das famílias dos fundadores. Em junho de 1997, a empresa concluiu sua oferta pública inicial e foi listada na Bolsa de Valores NASDAQ. Em dezembro do mesmo ano, a Genesys adquiriu a Forte Software, Inc. (mais tarde renomeada Adante), desenvolvedora de software de gerenciamento de e-mails. A empresa também adquiriu a Next Age Technologies, desenvolvedora de software de gestão da força de trabalho (workforce optimization), em junho de 1999. No final do mesmo ano, a Alcatel-Lucent (então Alcatel) comprou a Genesys por US$ 1,5 bilhão.
A Genesys comprou os ativos da Call Path, Computer Telephony Integration da IBM (CTI) em 2001. A empresa acrescentou os sistemas de portal de voz e URA (unidade de resposta audível) (IVR) com a aquisição da Telera, empresa americana, com sede na Califórnia, em 2002. A empresa expandiu seus sistemas de URA com a aquisição da brasileira GMK e da VoiceGenie em 2006.
Paul Segre sucedeu a Wes Hayden como diretor executivo CEO da Genesys em outubro de 2007. Antes disso, Segre era COO. Em dezembro de 2007, a Genesys adquiriu a Informiam, empresa desenvolvedora de software de gerenciamento de desempenho para operações de atendimento ao cliente. Em 2008, a Genesys adquiriu duas empresas, a Conseros e a SDE Software Development Engineering. A empresa Conseros desenvolvia software de gerenciamento de tarefas em grande escala e a SDE desenvolvia softwares de gerenciamento de hospedagem.
Os fundos de investimentos Permira e Technology Crossover Ventures compraram o Genesys da Alcatel-Lucent por US$ 1,5 bilhões em fevereiro de 2012. No final do mesmo ano, a Genesys adquiriu a LM Sistemas, uma empresa brasileira desenvolvedora de sistemas de URA.
A Genesys adquiriu cinco empresas em 2013. Em janeiro, a empresa foi a vez da Utopy, uma provedora de análise de voz e de otimização de tarefas. Um mês depois, a Genesys comprou a empresa Angel, desenvolvedora de URA baseada em computação na nuvem e software para contact center. Em maio, a empresa comprou a SoundBite Communications, empresa de cobrança e pagamentos, marketing móvel e software de atendimento ao cliente baseado em computação na nuvem, por US$ 100 milhões. A Genesys comprou também a Echopass, uma empresa desenvolvedora de softwares para centrais de atendimento baseadas em computação na nuvem em outubro do mesmo ano. Em dezembro de 2013, a empresa expandiu suas atividades no Brasil e na América Latina com a aquisição da Voran Tecnologia fornecedora de softwares de gestão da força de trabalho (workforce optimization).
Em janeiro de 2014, a Genesys adquiriu a Ventriloquist Voice Solutions, empresa Canadense, provedora de softwares de comunicação e interação com o cliente multicanal baseados em computação na nuvem. Ventriloquist já tinha sido parceira da Genesys. A Genesys também comprou a Solariat, plataforma de relacionamento com o cliente e análise em rede social.
Em maio de 2014, a Genesys comprou a OVM Solutions, empresa de comunicação de mensagens automatizadas.